# Jacques Quétif
Jacques Quétif, francoski dominikanec in pisatelj, * 1618, † 1698.
Njegovo najpomembnejše delo, Scriptores ordinis praedicatorum, je dokončal sobrat Jacques Échard.